# Nereis caerulea
Nereis caerulea är en ringmaskart som beskrevs av Carl von Linné 1758. Nereis caerulea ingår i släktet Nereis och familjen Nereididae. Inga underarter finns listade i Catalogue of Life.